# Eryphus
Eryphus is een kevergeslacht uit de familie van de boktorren (Cerambycidae). De wetenschappelijke naam van het geslacht werd voor het eerst geldig gepubliceerd in 1832 door Perty.

## Soorten
Eryphus omvat de volgende soorten:
- Eryphus bipunctatus Perty, 1832
- Eryphus bivittatus (Melzer, 1934)
- Eryphus carinatus (Zajciw, 1970)
- Eryphus carioca Napp & Martins, 2002
- Eryphus flavicollis (Fisher, 1938)
- Eryphus laetus (Blanchard, 1851)
- Eryphus marginatus (Zajciw, 1970)
- Eryphus picticollis (Gounelle, 1911)
- Eryphus tacuarembo Napp & Martins, 2002
- Eryphus transversalis (Fairmaire & Germain, 1864)